# Heinz Schulz
Pour les articles homonymes, voir Schulz.
Heinz Schulz, né le 5 janvier 1935 à Bernbourg et mort le 27 décembre 2015 à Halle-sur-Saale, est un boxeur allemand.

## Carrière
Il participe aux Jeux olympiques d'été de 1964 dans la catégorie poids plumes et y remporte la médaille de bronze.